# Coromandelkysten
Coromandelkysten er et gammelt udtryk for Indiens sydøstlige kyst mellem sydspidsen og Krishnaflodens mund.
Navnet stammer nok fra tamil "Chola Mandala", dvs. "land af Chola-dynastiet". Flere af Deccanplateauets store flode munder ud i deltaer på Coromandelkysten, så landet er lavt og frugtbart med mangroveskove.
I 17. og 18. århundrede var der mange europæiske kolonier i området – fx Pondicherry (Frankrig), Madras (Storbritannien), Pulicat (Holland) og Tranquebar (Danmark) – men til sidst sejrede briterne over alle rivaler.
I dag er området splittet mellem Tamil Nadu, Andhra Pradesh og unionsterritoriet Pondicherry.